# Hôtel de Coislin

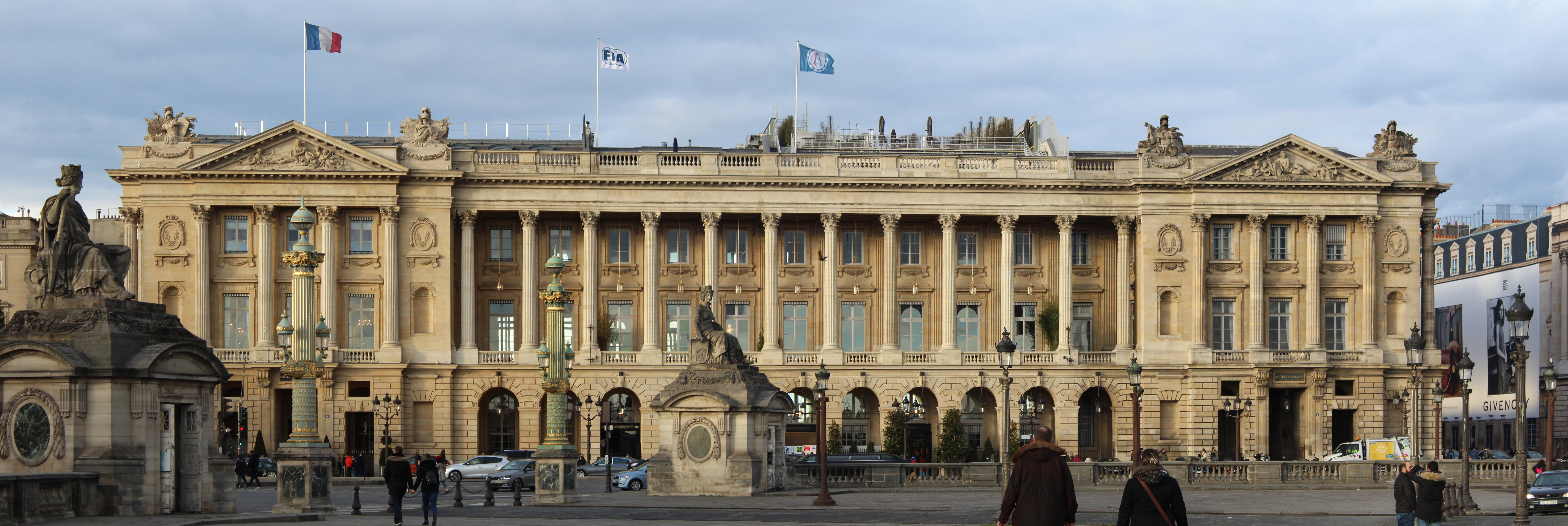
Die Hôtels Crillon, Cartier, Plessis Belliére und Coislin (2018)

Das Hôtel de Coislin ist ein Hôtel particulier aus dem 18. Jahrhundert im 8. Arrondissement von Paris an der Ecke zwischen der Rue Royale und der Place de la Concorde.

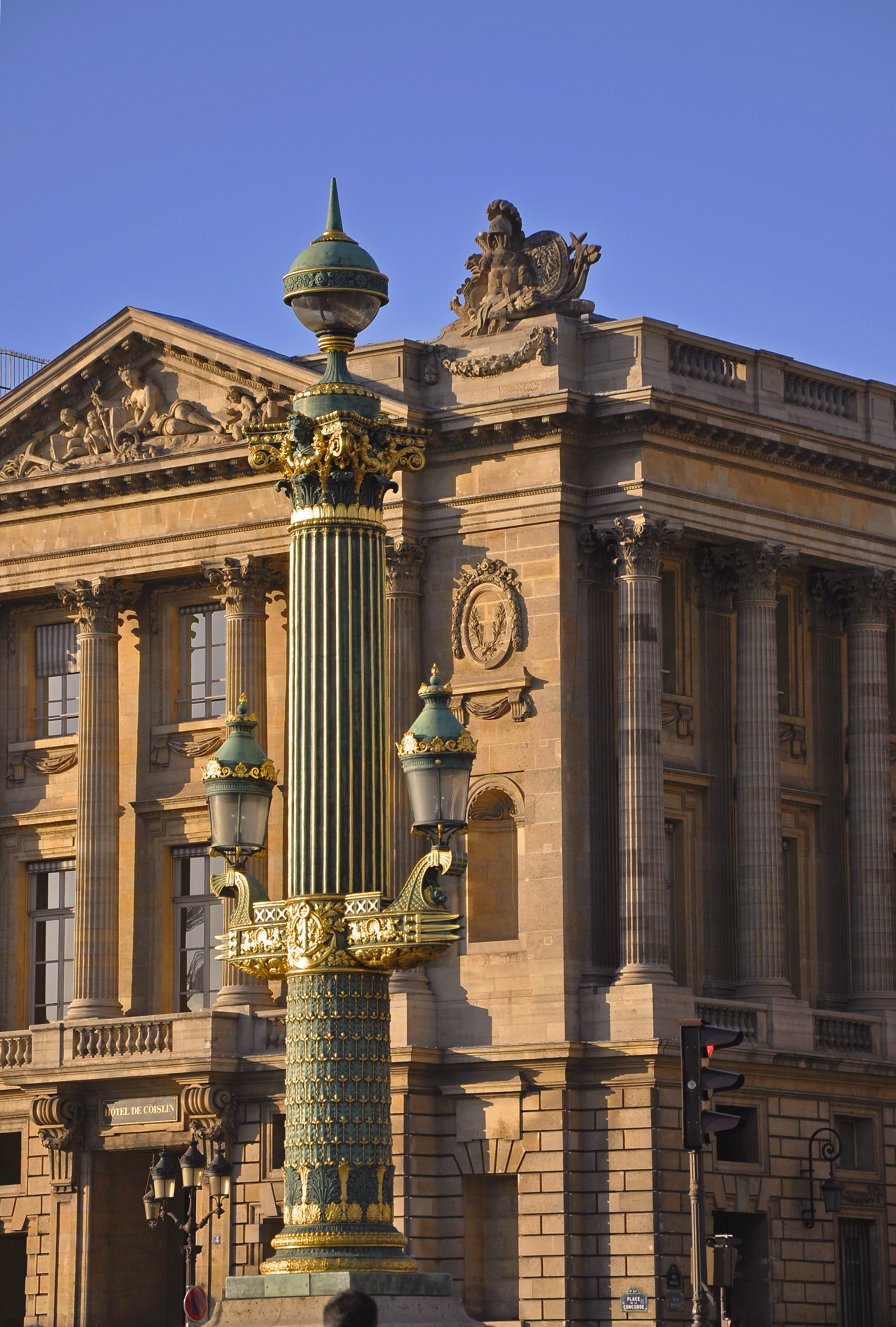
Hotel de Coislin mit dem äußeren Trumeau, der von einer Trophäe gekrönt wird, die aus einem Schild, einem empanachierten Helm, einem Liktorenbündel und einem Schwert besteht.

## Geschichte
1758 beauftragte der französische König Ludwig XV. seinen Architekten Jacques-Ange Gabriel, an der „Place Louis-XV“ zwei identische Fassaden auf beiden Seiten der Rue Royale zu errichten: Die Ostfassade wurde von Anfang an bis zur Revolution vom Hôtel du Garde-Meuble de la Couronne besetzt, das ab diesem Zeitpunkt für zwei Jahrhunderte zum Hôtel de la Marine wurde, während das erste Hôtel de la Monnaie die Westfassade einnehmen sollte. Dieser Standort wurde jedoch letztendlich als zu weit vom Geschäftsviertel entfernt angesehen, und ein Ratsbeschluss legte fest, dass das neue Gebäude an seinem heutigen Standort am Quai de Conti errichtet werden sollte. Das Gelände hinter der westlichen Kolonnade wurde in vier Parzellen aufgeteilt, die Privatleuten mit der Auflage überlassen wurden, hinter Gabriels Fassade Privathäuser zu errichten:
- das Hôtel de Coislin (Nr. 4),
- das Hôtel du Plessis-Bellière (Nr. 6),
- das Hôtel Cartier (Nr. 8), und
- das Hôtel de Crillon (Nr. 10).

Das Hotel wurde 1770 von dem Architekten Ange-Jacques Gabriel im Auftrag von Marie-Anne de Mailly-Rubempré, Marquise de Coislin, dann Duchesse de Mailly, Maîtresse royale (* 17. September 1732; † 13. Februar 1817 in Paris), gebaut. Sie war die Tochter von General Louis de Mailly (1696–1767), Ritter der königlichen Orden, und Anne Françoise Elisabeth Arbaleste de Melun, Enkelin von Louis, Comte de Mailly und Schwester der Prinzessin von Montbarrey. Am 8. Oktober 1750 heiratete sie in erster Ehe den Marquis Charles Georges René du Cambout de Coislin.
Am 6. Februar 1778 wurden in diesem Hôtel particulier die ersten Freundschafts-, Handels- und Bündnisverträge zwischen Frankreich, vertreten durch Conrad Alexandre Gérard, und den Vereinigten Staaten, vertreten durch Benjamin Franklin, Silas Deane und Arthur Lee, unterzeichnet. Mit diesen Verträgen erkannte Frankreich die Unabhängigkeit der Vereinigten Staaten an und schloss militärische Unterstützung und ewigen Frieden zwischen den beiden Staaten.
Um Benjamin Franklin für diese diplomatische Arbeit zu ehren, wurde an dem Gebäude an der Ecke Place de la Concorde und Rue Royale eine Tafel angebracht mit folgendem Text:
En cet hôtel, le 6 février 1778, Conrad A. Gérard, au nom de Louis XVI, Roi de France, Benjamin Franklin, Silas Deane, Arthur Lee au nom des États-Unis, ont signé les Traités de paix, de Commerce et d’Alliance par lesquels la France avant toute autre nation reconnaissait l’indépendance des États-Unis. („In diesem Hotel, am 6. Februar 1778, haben Conrad A. Gérard im Namen von Ludwig XVI., König von Frankreich, Benjamin Franklin, Silas Deane, Arthur Lee im Namen der Vereinigten Staaten den Friedens-, Handels- und Bündnisvertrag, in dem Frankreich vor allen anderen Nationen die Unabhängigkeit der Vereinigten Staaten anerkennt.“)
François-René de Chateaubriand wohnte von 1805 bis 1807 im Hôtel de Coislin als Mieter.

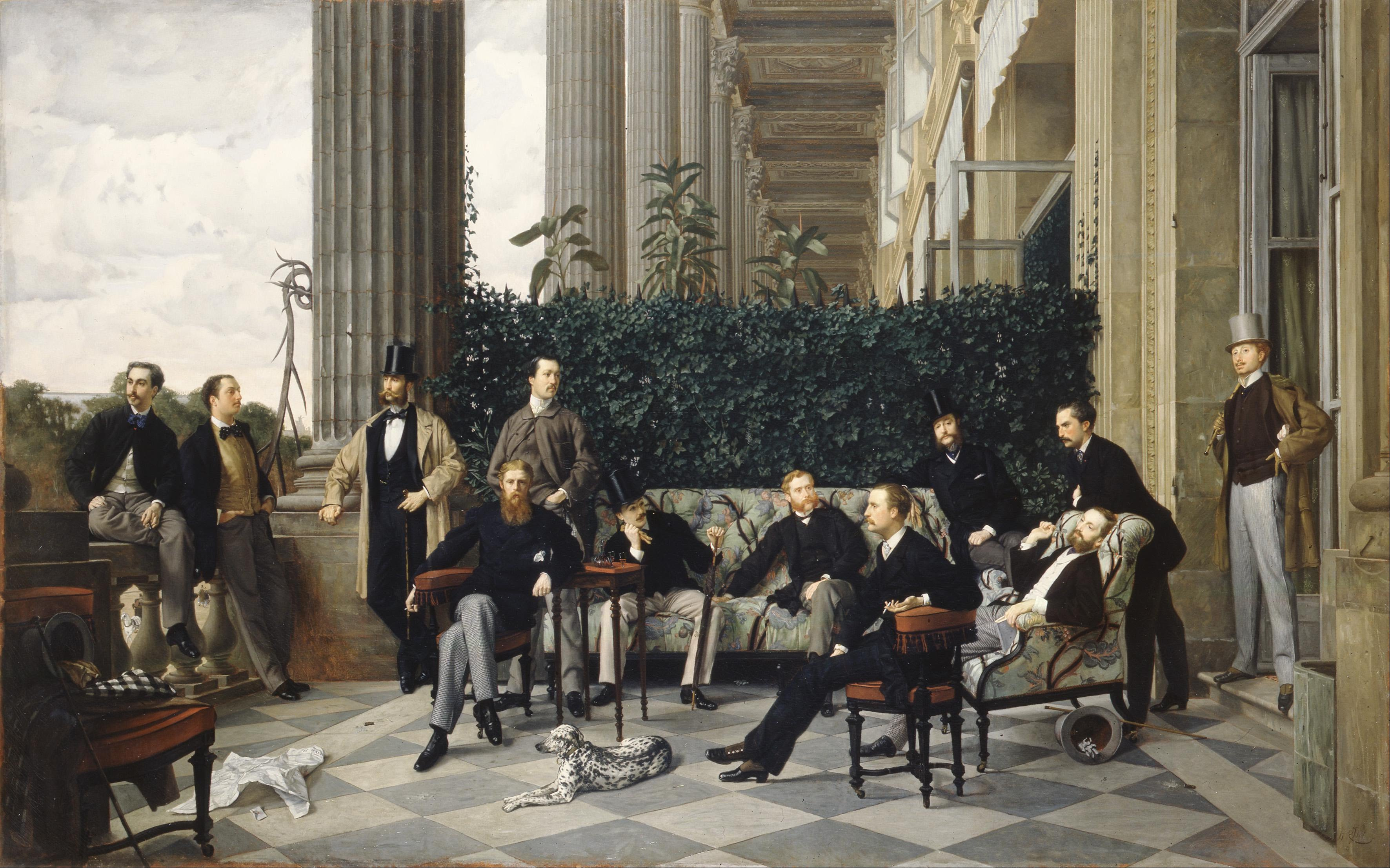
Le Cercle de la rue Royale von James Tissot, 1868

Der Cercle de la rue Royale, ein Kreis von Männern aus der gehobenen Pariser Bourgeoisie, ließ sich 1866 im Hôtel de Coislin nieder. Im Jahr 1868 posierten 12 seiner Mitglieder auf dem Balkon des Hotels5 für den Künstler James Tissot. Das Gruppenbild Le cercle de la rue Royale steht und Denkmalschutz und wurde 2011 vom Musée d’Orsay erworben.
Das Hôtel de Coislin wurde 1920 von der Société maritime des pétroles in Büros umgewandelt und blieb aufgrund seiner Klassifizierung für diese Art von Tätigkeit bestimmt. Später wurde es zum Büro der Morgan Guaranty Trusts, danach folgten andere Firmensitze.
Am 31. Mai 1923 wurden die Fassaden und der große Salon am 29. Januar 19628. unter Denkmalschutz gestellt
Im Jahr 2002 wurde es vom Staatsfonds Qatar Investment Authority erworben, danach drei Jahre lang von der niederländischen Mayapan-Stiftung. Ende 2003 wurde das Hotel unter der Leitung des Architekten Jean-Michel Wilmotte umfassend renoviert.

## Architektur
Als Gegenstück zum Crillon-Palast bildet dieses Hotel einen Eckpavillon am Ende einer Portikus mit zwölf Säulen korinthischer Ordnung. Die vier Säulen der dreijochigen Portikus tragen ein mit einem Giebel gekröntes Gesims. Die äußeren Trumeau haben Nischen für Statuen, die nicht aufgestellt wurden, Medaillons und Trophäen als Krönung. Die Fassade ist mit Ornamenten verziert: eine Balustrade, die das Adelsgeschoss betont, und Girlanden unter den Fensterbänken des zweiten Stocks.
Das Gesims zeigt die Allegorie des Handelsfortschritts, „eine mit Perlen, Korallen und Früchten gekrönte Frau. Sie stützt sich auf ein Bündel und hält in ihrer rechten Hand den Caduceus. Auf beiden Seiten erkennt man Krüge, Bündel, einen Anker und ein Ruder.“